# Jagdstaffel 13
La Königlich Preußische Jagdstaffel Nr 13 ou Jagdstaffel 13 était un « groupe de chasse » (c'est-à-dire un escadron de chasseurs) de la Luftstreitkräfte, la branche aérienne de l'Armée impériale allemande pendant la Première Guerre mondiale. Jasta est un acronyme formé par l'abréviation du mot allemand Jagdstaffel (escadrille de chasse). L'unité totalise 108 victoires aériennes) pendant la guerre, au prix de 12 de ses pilotes tués au combat, un tué et deux blessés dans des accidents et 2 prisonniers. 

## Histoire
La Jagdstaffel 13 est formée le 16 septembre 1916. Son personnel fondateur provenait du Fokkerstaffel attaché au Feldflieger Abteilung 9 (FFA 9), et d'autres unités d'aviation dépendant du détachement d'armée C. La nouvelle unité est opérationnelle dès le 15 octobre 1916. Cependant, la Jasta 13 ne remporte sa première victoire que le 22 janvier 1917. Au printemps 1917, l'escadron est affecté au soutien de la 7e Armée.
Fin août 1917, l'unité est créditée d'une dizaine de victoires. En septembre, elle rejoint le Jagdgruppe von Braun,  au côté des Jastas 14, 16 (en), 21 (en), 22 (en), 23 (en), 32 (en), et 34 (en). En septembre également, Franz Buchner arrive dans la Jasta avec sa première victoire aérienne en attente d'approbation : la destruction de 39 autres adversaires représente une part importante du total des victoires de l'unité au cours de la guerre. Il sera bientôt rejoint par un aviateur vétéran d'avant-guerre, Hans Martin Pippart (en), qui jouera également un rôle de premier plan dans la Jasta. Au moment où la Jagdstaffel 13 rejoint le Jagdgeschwader II (JG II) le 2 février 1918, elle compte 22 victoires à son actif.
Jusqu'à la fin de la guerre, la Jagdstaffel 13 passe sous la supervision de plusieurs armées au gré des besoins, participant notamment à l'opération Michael au printemps 1918. Après l'armistice, elle est démobilisée Halle an der Saale, en Allemagne, à la fin du mois de novembre 1918.

## Liste des commandants (Staffelführer)
1. Oberleutnant Erhard Egerer :  16 septembre 1916 - 26 décembre 1916[2]
2. Eduard Ritter von Dostler (en) : 27 décembre 1916 -  19 février 1917[2]
3. Leutnant Wolfgang Güttler : 20 février 1917 - 29 octobre 1917[2]
4. Oberleutnant Alex Thomas : 21 février 1918 - 1 mai 1918[2]
5. Leutnant Wilhelm Schwartz : 1 mai 1918 - 15 juin 1918[2]
6. Leutnant Franz Büchner : 15 juin 1918 - 11 novembre 1918[1][2]

## Membres célèbres
Un certain nombre d'as remarquables ont volé avec la Jagdstaffel 13. En effet, quatre des commandants étaient des as. Eduard Ritter von Dostler (en) a été décoré de la croix Pour le Mérite et d'un titre de chevalier, tandis que Güttler, Thomas et Büchner ont tous été décorés pour leurs services. L'unité comptait également d'autres as décorés qui n'ont pas pris son commandement, en l'occurrence Kurt Hetze (en), Reinhold Jörke (en) et le Balloon buster Hans Martin Pippart (en).